# Adad-nirari I.

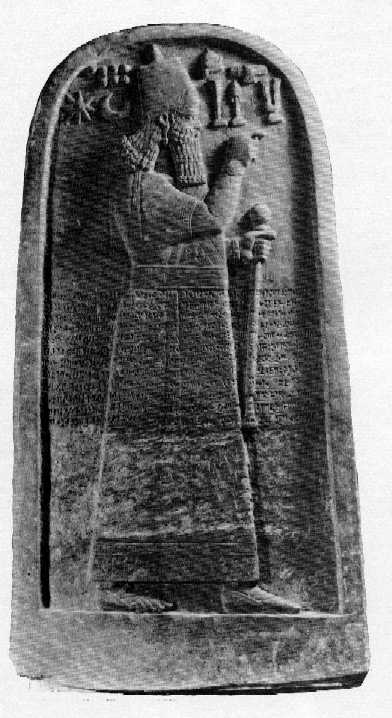
Stele eines Königs namens Adad-nirari, vermutl. des I. Ehem. Irakisches Nationalmuseum, seit dem 2. Golfkrieg verschollen.

Adad-nirari I. (Adad-nārārī I.), Sohn des Ārik-dēn-ili, war ein mittelassyrischer König der 5. Dynastie. Nach der assyrischen Königsliste regierte er 32 Jahre. Aus seiner Regierungszeit sind relativ viele Inschriften überliefert. Sie wird unterschiedlich geschätzt:
| Autor              | Regierungszeit    | Anmerkungen            |
| ------------------ | ----------------- | ---------------------- |
| Grayson 1969       | 1307–1275 v. Chr. | mittlere Chronologie   |
| Rowton 1959, 7     | 1308–1275 v. Chr. |                        |
| ?                  | 1305–1274 v. Chr. | mittlere Chronologie   |
| Gasche et al. 1998 | 1300–1270         | ultrakurze Chronologie |
| Freydank 1991      | 1295–1264         |                        |

Adad-nārārī war der Groß-Enkel von Aššur-uballiṭ I. Nach der Ḫorsabad-Liste und der SDAS-Liste war er der Bruder seines Vorgängers Ārik-dēn-ili, was Poebel aber für einen Fehler hält, in der Nassouhi-Liste ist er dessen Sohn.

## Titel
Adad-nārārī nannte sich „Heiliger Herrscher“, „Oberster Richter“, „den Göttern genehm“, „Statthalter der Götter“, „erhabener Priester des Gottes Enlil“, „Herrscher, dem An, Aššur, Šamaš, Adad und Išate alle Herrscher zu Füßen werfen“, „Erweiterer der Grenzen“, „Vizekönig des Aššur“. Zum ersten Mal ist in der königlichen Titulatur ein militaristischer Zug zu erkennen, der die Betonung der Gunst der Götter unter den vorherigen Königen ablöst oder zumindest zurückdrängt. Auch wenn er seine Vorfahren wie Enlil-nārāri und seinen Urgroßvater Aššur-uballiṭ I. erwähnt, werden deren militärische Erfolge in den Vordergrund gestellt.
Auf einer Stele aus Aššur nennt Adad-nārārī sich König des Weltkreises, starker König, König von Assyrien.

## Herrschaft
Adad-nārārī rühmt sich der Siege über die Kassiten, Qutu, Lullumu, Subartu, Taidu, Šuru, Kahat, Amasaku, Nabula, Waššukanni, die Länder zwischen Rapiqu und Eluhat, über Karkemiš und Turukku, Katmuḫḫi und seiner Verbündeten.
Er besiegte auch die „Horden“ der nomadischen Ahlamu, der Șutu, die sich schon unter Aššur-uballit I. durch die Unterbrechung des diplomatischen Verkehrs mit Ägypten unbeliebt gemacht hatten, und der Jauru.
Adad-nārārī machte Hanigalbat zeitweise zu einem assyrischen Vasallenstaat. Es gelang ihm, Šattuara I., den König von Hanilgabat gefangen zu nehmen und nach Aššur zu bringen. Gegen das Versprechen jährlicher Tributzahlungen wurde dieser wieder freigelassen. Nach dem Tode Šattuaras wurde sein Sohn Wašašatta hethitischer Vasall. Die Hethiter kamen Wašašatta aber nicht zu Hilfe, als Adad-nārārī angriff. Er rühmt sich, die königliche Hauptstadt Taidu und die Städte Amasaku, Kahat, Šuru, Nabula, Hurra, Šuduhu und Waššukanni eingenommen zu haben und den königlichen Schatz nach Aššur gebracht zu haben. Taidu wurde verbrannt und mit Salz bestreut (wörtlich: „mit kudimmus eingesät“), und auch Irridi zerstört. In Irridu wurden eine Frau von Wašašatta, seine Söhne und Töchter gefangen genommen und nach Aššur gebracht. Wašašatta selbst konnte jedoch nicht gefangen genommen werden. Er hatte sich vielleicht in Turiru, östlich oder nördlich von Karkemis festgesetzt, von wo er sowohl Hethither (KBo I 14) als auch Assyrer angriff.
Adad-nārārīs Herrschaftsgebiet reichte nun vom Berg Kašiari (Tur Abdin) und der Stadt Sudu, der Festung von Ḫarranu bis nach Karkemiš am Euphrat, von wo er einen Blick bis zum Amanus hatte. Güterbock hält es für unwahrscheinlich, dass sich Adad-nārārī für die Schönheit des Ausblicks begeisterte und hält diese Formulierung für die Androhung eines Überfalls auf hethitisches Territorium.
Adad-nārārī zog die Einwohner von Hanigalbat zur Zwangsarbeit heran. Es ist schwer zu beurteilen, wie umfassend die Niederwerfung von Hanilgabat wirklich war. Tūrira blieb weiter unabhängig, und Salmanasser kämpfte wieder gegen eine Koalition von Mitanni unter Šattuara II., den Aḫlamu-Nomaden und den Hethithern. Nach hethitischen Texten bestand Mitanni weiter, auch wenn viele Autoren dies für eine „politische Fiktion“ halten.
Adad-nārārī kämpfte auch mit den babylonischen Kassiten unter ihrem König Nazi-Maruttaš, den er in Kar-Ištar von Akarsallu/Urgār-Sallu östlich des Tigris und südlich des Kleinen Zab besiegte. Er erbeutete seine Standarte und sein Lager. Der Vorgang, wenn auch vermutlich nicht der entsprechende Ausgang, scheint auch in der Chronik P erwähnt worden zu sein, leider ist sie an dieser Stelle sehr schlecht erhalten. Adad-nārārī schloss einen Vertrag mit dem babylonischen Herrscher Nazi-Maruttaš oder Kadašman-Turgu ab, der nur in Fragmenten erhalten ist. Er beschreibt die neue Grenzziehung, die von Pilasqi am östlichen Tigrisufer durch Arman von Akarsallu bis in die Berge von Lullube im westlichen Zagros verlief. Am Euphrat war Rapiqu die nordwestlichste babylonische Garnison.

## Internationale Beziehungen
Aus der Zeit von Adad-nārārī ist Korrespondenz mit den hethitischen Königen überliefert. Adad-nārārī hatte offenbar den hethitischen Großkönig Urḫi-Teššup über seine Erfolge in Ḫanilgabat unterrichtet und sich als Großkönig und Bruder des Königs von Hatti bezeichnet. Der Großkönig ließ diese Bezeichnung in einem Briefentwurf (KUB XXIII 102) scharf zurückweisen. „Pflegt einer von denen, die nicht befreundet sind, einer dem anderen von Bruderschaft zu schreiben? … Du und ich, sind wir etwa aus einer Mutter geboren?“. Der Großkönig verweist darauf, dass auch sein Vater und Großvater Aššur nicht als ebenbürtig betrachtet haben (Zeile 17). Er schließt mit den Worten „Höre auf, mir von Bruderschaft zu schreiben, und dass du ein Großkönig bist. Es ist nicht [mein] Wille!“
Allerdings scheint einer der Vorgänger Urḫi-Teššups, vielleicht Muwatalli II., Adad-nārārī anlässlich seiner Thronbesteigung Geschenke gesandt zu haben (KBo I 14, RS 5). Hattušili III. bezeichnet hier diesen König als seinen Vater oder Bruder (a-bi/a-ḫi), ein Ausdruck, den er für seinen Neffen Urḫi-Teššsup nie verwendet.
Ein weiterer Brief ohne erhaltene Absender und Adressaten (KBo I 14) erwähnt „Kummer“, der die Gesandten des Briefpartners unter Urḫi-Teššup befallen hatte. Harrak und Hagenbuchner vermuten Adad-nārārī als Empfänger. Das würde darauf schließen lassen, dass Urḫi-Teššup Boten des assyrischen Königs festgesetzt hatte, also auch weiterhin nicht an freundschaftlichen Beziehungen zu Aššur interessiert war.
Adad-nārārī versäumte es auch, dem Usurpator Hattušili III. anlässlich seiner Thronbesteigung Geschenke zuzusenden. Der Großkönig lässt ihn wissen, dass es Sitte unter Königen sei, sich bei der Thronbesteigung angemessene Geschenke (šulmānātu damqātu) zuzusenden, wie etwa königliche Gewänder und feines Salböl. Der Brief lässt darauf schließen, dass Hattušili III., vermutlich auf Grund seiner unsicheren Position, bereit ist, den Assyrer als gleichberechtigten König anzuerkennen und mit ihm in Austausch einzutreten, wenn dieser sich an die diplomatischen Gepflogenheiten (parṣu) hält und sein Wohlwollen mit großzügigeren Gaben erkauft.
Adad-nārārī herrschte gleichzeitig mit Ramses II., dieser Synchronismus ist eine wichtige Stütze der mittelbabylonischen Chronologie. Rowson setzt seinen Tod zwischen das 23. und 37. Regierungsjahr von Ramses.

## Bauten
In Aššur erbaute Adad-nārārī das Stufentor von den Fundamenten an neu und stattete es mit Kalksteinplatten aus Ubase aus. Ferner erbaute er eine Uferbefestigung am Tigris vom Wa-šarru-Tor bis zum Tigris-Tor in der Unterstadt und verstärkte sie mit gebrannten Ziegeln und Kalksteinplatten. Er scheint auch eine weitere Uferbefestigung erbaut (Grayson 436), sowie einen Teil der Befestigung der Inneren Stadt, gegenüber der Zikkurat des Assur und die Lagerhäuser an dem Tor des An und Adad erneuert zu haben. Auch den Tempel der Ištar, der auf Ilu-šuma zurückging, baute er wieder auf.
Nach einer Inschrift aus Assur erbaute er in den Ruinen von Taidu einen Palast und stattete ihn mit Stelen aus. Es ist jedoch nicht sicher, ob die beschriebenen Arbeiten jemals stattfanden. Die entsprechende Inschrift ignoriert die in einer anderen Inschrift beschriebene systematische Zerstörung der Stadt.

## Eponyme
- Adad-nārārī
- Agi-Teššub
- Ana-Aššur-qala
- Aššur-dammeq, Sohn des Urad-ilani
- Aššur-eriš, Sohn des Abattu
- Ili-tarissina
- Itti-ili-ašamšu
- Kurbanu
- Ninurta-emuqaja
- Ša-Adad-nenu
- Šulmanu-qarrad